# Kabinet-Gladstone III
Het kabinet-Gladstone III was de uitvoerende macht van de Britse overheid van 28 januari 1886 tot 20 juli 1886.
| Ambtsbekleder                  | Ambtsbekleder            | Ambtsbekleder                                       | Functie                               | Ambtstermijn    | Ambtstermijn  | Partij        |
| ------------------------------ | ------------------------ | --------------------------------------------------- | ------------------------------------- | --------------- | ------------- | ------------- |
|                                | William Ewart Gladstone  | William Ewart Gladstone (1809–1898)                 | Premier                               | 28 januari 1886 | 20 juli 1886  | Liberal Party |
| Leader of the House of Commons | William Ewart Gladstone  | William Ewart Gladstone (1809–1898)                 |                                       | 28 januari 1886 | 20 juli 1886  | Liberal Party |
| Lord Privy Seal                | William Ewart Gladstone  | William Ewart Gladstone (1809–1898)                 |                                       | 28 januari 1886 | 20 juli 1886  | Liberal Party |
|                                | William Harcourt         | Sir William Harcourt (1827–1904)                    | Minister van Financiën                | 28 januari 1886 | 20 juli 1886  | Liberal Party |
|                                | Archibald Primrose       | Graaf van Rosebery Archibald Primrose (1847–1929)   | Minister van Buitenlandse Zaken       | 28 januari 1886 | 20 juli 1886  | Liberal Party |
|                                | Hugh Childers            | Hugh Childers (1827–1896)                           | Minister van Binnenlandse Zaken       | 28 januari 1886 | 20 juli 1886  | Liberal Party |
|                                | John Spencer             | Graaf Spencer John Spencer (1835–1910)              | Lord President of the Council         | 28 januari 1886 | 20 juli 1886  | Liberal Party |
|                                | Farrer Herschell         | Baron Herschell Farrer Herschell (1837–1899)        | Lord Chancellor                       | 28 januari 1886 | 20 juli 1886  | Liberal Party |
|                                | Granville Leveson-Gower  | Graaf Granville Granville Leveson-Gower (1815–1891) | Leader of the House of Lords          | 28 januari 1886 | 20 juli 1886  | Liberal Party |
| Minister voor Koloniale Zaken  | Granville Leveson-Gower  | Graaf Granville Granville Leveson-Gower (1815–1891) |                                       | 28 januari 1886 | 20 juli 1886  | Liberal Party |
|                                | Henry Campbell-Bannerman | Sir Henry Campbell- Bannerman (1836–1908)           | Minister voor Oorlog                  | 28 januari 1886 | 20 juli 1886  | Liberal Party |
|                                | George Robinson          | Markies van Ripon George Robinson (1827–1909)       | Minister voor de Marine               | 28 januari 1886 | 20 juli 1886  | Liberal Party |
|                                | Anthony Mundella         | Anthony Mundella (1825–1897)                        | Minister van Handel                   | 28 januari 1886 | 20 juli 1886  | Liberal Party |
|                                | Lyon Playfair            | Sir Lyon Playfair (1818–1898)                       | Minister van Onderwijs                | 28 januari 1886 | 20 juli 1886  | Liberal Party |
|                                |                          | Graaf van Morley Albert Parker (1843–1905)          | Minister van Openbare Werken          | 28 januari 1886 | 16 april 1886 | Liberal Party |
|                                | Victor Bruce             | Graaf van Elgin Victor Bruce (1849–1917)            | Minister van Openbare Werken          | 16 april 1886   | 20 juli 1886  | Liberal Party |
|                                | Joseph Chamberlain       | Joseph Chamberlain (1836–1914)                      | Minister van Lokale Zaken             | 28 januari 1886 | 3 april 1886  | Liberal Party |
|                                | James Stansfeld          | James Stansfeld (1820–1898)                         | Minister van Lokale Zaken             | 3 april 1886    | 20 juli 1886  | Liberal Party |
|                                | John Wodehouse           | Graaf Kimberley John Wodehouse (1826–1902)          | Minister voor Brits-Indië             | 28 januari 1886 | 20 juli 1886  | Liberal Party |
|                                | Edward Heneage           | Edward Heneage (1840–1922)                          | Kanselier van het Hertogdom Lancaster | 28 januari 1886 | 3 april 1886  | Liberal Party |
|                                | Ughtred Kay-Shuttleworth | Sir Ughtred Kay- Shuttleworth (1844–1939)           | Kanselier van het Hertogdom Lancaster | 3 april 1886    | 20 juli 1886  | Liberal Party |
|                                | George Trevelyan         | Sir George Trevelyan (1838–1928)                    | Minister voor Schotland               | 28 januari 1886 | 20 juli 1886  | Liberal Party |
|                                | John Morley              | John Morley (1838–1923)                             | Minister voor Ierland                 | 28 januari 1886 | 20 juli 1886  | Liberal Party |
|                                | George Glyn              | Baron Wolverton George Glyn (1824–1887)             | Minister van Posterijen               | 28 januari 1886 | 20 juli 1886  | Liberal Party |

Russell I ·
Smith-Stanley I ·
Hamilton-Gordon ·
Temple I ·
Smith-Stanley II ·
Temple II ·
Russell II ·
Smith-Stanley III ·
Disraeli I ·
Gladstone I ·
Disraeli II ·
Gladstone II ·
Gascoyne-Cecil I ·
Gladstone III ·
Gascoyne-Cecil II ·
Gladstone IV ·
Primrose ·
Gascoyne-Cecil III ·
Gascoyne-Cecil IV ·
Balfour ·
Campbell-Bannerman ·
Asquith I ·
Asquith II ·
Asquith III ·
Asquith IV ·
Lloyd George I ·
Lloyd George II ·
Law ·
Baldwin I ·
MacDonald I ·
Baldwin II ·
MacDonald II ·
MacDonald III ·
MacDonald IV ·
Baldwin III ·
Chamberlain I ·
Chamberlain II ·
Churchill I ·
Churchill II ·
Attlee I ·
Attlee II ·
Churchill III ·
Eden ·
Macmillan I ·
Macmillan II ·
Douglas-Home ·
Wilson I ·
Wilson II ·
Heath ·
Wilson III ·
Callaghan ·
Thatcher I ·
Thatcher II ·
Thatcher III ·
Major I ·
Major II ·
Blair I ·
Blair II ·
Blair III ·
Brown ·
Cameron I ·
Cameron II ·
May I ·
May II ·
Johnson I ·
Johnson II ·
Truss ·
Sunak ·
Starmer